# Kempi
Jerreley Zanian John Slijger (Helmond, 18 juni 1986), bekend onder zijn artiestennaam Kempi, is een Nederlands rapper van Curaçaose afkomst. Hij heeft tot op heden drie albums en zeven mixtapes uitgebracht en werd in 2008 door de State Awards, die prijzen uitreikt aan Nederlandse hiphopartiesten, gekozen als beste artiest.

## Biografie

### Jeugd
Kempi werd als Jerreley Slijger geboren in Helmond als zoon van Curaçaose ouders en groeide op in de Eindhovense Edisonbuurt, gelegen in de achterstandswijk Woensel-West. Hij was de middelste in een gezin van zeven kinderen. Zijn jongere broer Wensley is eveneens rapper, bekend onder de naam Klemma. Als tiener zat Kempi op een school voor moeilijk opvoedbare kinderen en kwam hij in de criminaliteit terecht. Tussen zijn twaalfde en zijn twintigste raakte zijn strafblad gevuld met zeven verschillende gevangenisstraffen, onder meer voor het dealen van cocaïne en heroïne.

### Begin muziekcarrière (2006)
Door artiesten als 2Pac, Lil Wayne, Duvel en THC raakte Kempi geïnspireerd om zijn ervaringen op papier te zetten, hoewel hij in eerste instantie nog niet echt serieus met hiphop bezig was. Dit veranderde echter nadat hij optrad met een hiphopformatie genaamd Drama. Het leidde in 2006 tot de in eigen beheer uitgebrachte mixtape Tsss Kempi, die meer dan veertigduizend keer van internet werd gedownload. Kempi werd regelmatig gedraaid in toonaangevende hiphopradioprogramma's en de track Zoveel Stress stond maandenlang hoog in de hitlijst van Luvmusic.nl. NRC schreef over zijn stijl: "De instrumentaties zijn rudimentair, maar Kempi's tong is als een scalpel dat in angstaanjagend staccato het leven aan de onderkant van de maatschappij blootlegt. Opvallend zijn de gehaaide taal en de opgejaagde stem – alsof het straatleven hem ieder moment in de kuiten kan bijten. Geld verdienen als hosselaar (drugsdealer), rennen voor de politie, ruzies met collega’s op straat – Kempi beschrijft een Nederland dat de meeste Nederlanders niet kennen."
Met zijn melodieuze rapstijl en opvallende taalgebruik, een mengelmoes van Nederlands, Papiaments, hiphop-Engels, Surinaams en Brabants dialect, begon Kempi steeds meer bekendheid te krijgen, onder andere bij platenbaas Kees de Koning. Deze was erg onder de indruk van de rapper en bood hem een contract aan bij zijn eigen label Top Notch. Op het moment dat Kempi het contract tekende (september 2006) zat hij in detentie, omdat hij onder verdenking stond van medeplichtigheid aan een steekpartij. Na zes maanden werd hij vervroegd vrijgelaten omdat niet bewezen kon worden dat hij zijn slachtoffer neergestoken had. Wel stond vast dat hij hem had geslagen met een neppistool. Kempi bracht kort daarop zijn tweede (Rap 'N Borie) mixtape uit met succesvolle singles als "Zoveel Stress", "Zet Um Op Baby" en de straatklassieker "Geen Blood, Geen Crip" met Bloedserieus. Eind 2007 verscheen ook Kempi's derde mixtape (Mixtape 3.1).

### Veroordelingen, vaderschap enDu Zoon(2007–2008)
In februari 2007 werd Kempi schuldig bevonden aan mishandeling. Tijdens het hoger beroep werd hij veroordeeld tot een maand gevangenisstraf. Aangezien hij al zes maanden in voorarrest had gezeten, verliet hij als vrij man de rechtbank. In maart 2007 ging Kempi echter weer in de fout: hij was betrokken bij een woordenwisseling in een discotheek in Wildervank, waar met een pistool werd gedreigd. Volgens het Dagblad van het Noorden had iemand van zijn rapformatie een pistool getrokken, volgens omstanders was het Kempi zelf. Toen Kempi wilde vluchten werd hij aangehouden in de buurt van Zwolle.
Op 17 juli 2007 werd Kempi voor de eerste keer vader: zijn toenmalige vriendin kreeg een zoon. Voor Kempi was dit het startsein om serieuzer te worden. Hij zei hierover: "Mijn kind is mijn licht, mijn motivatie. Vanaf nu wil ik alles serieuzer aanpakken; als zakenman en vader gezien worden in plaats van alleen het stempel van straatjongen dragen." In september 2008 werd Kempi's tweede zoon geboren, verwekt bij een andere vrouw. In april 2010 kreeg Kempi met haar ook een dochter.
In juni 2008 werd Kempi veroordeeld tot twaalf maanden onvoorwaardelijke gevangenisstraf voor een reeks van ernstige misdrijven, nadat hij onder meer in het openbaar vervoer twee conducteurs had bedreigd met een vuurwapen en met een geladen vuurwapen op zak betrokken was geweest bij een vechtpartij. Terwijl hij vast zat kwam in september 2008 zijn debuutalbum Du Zoon uit via Top Notch. Du Zoon werd volledig geproduceerd door het Amsterdamse productietrio SoundG8 (Roel Donk, Dennis Letnom en Jihad Rahmouni). Het album was erg populair en kwam in de Album Top 100 binnen op de zevende plaats. Kempi was de grote man op de State Awards van dat jaar en nam vier prijzen mee: voor beste soloartiest, beste mixtape, beste single en beste album. Kempi kwam begin december 2008 vrij en kon daardoor aan het eind van de maand de prijzen hoogstpersoonlijk in ontvangst nemen. In september 2008 zond BNN de documentaire Free Kempi uit, waarvoor hij anderhalf jaar gevolgd werd.

### Meer mixtapes, Sterrenlaan en Amerikaanse hiphop-sterren (2008–2010)
Kempi bracht in 2008 ook zijn vierde mixtape uit: Mixtape 3.2: Du Evolutie van 'n Nigga. Hij zei daarbij dat dit zijn laatste mixtape was en hij voortaan alleen nog maar albums zou uitbrengen. Voor de track Revolutie [Remix] werkte Kempi samen met E.D.I. Mean en Young Noble van de Amerikaanse rapgroep Outlawz. Ook werd in 2008 Kempi's eigen label Sterrenlaan Entertainment gelanceerd, dat onder beleid stond van Top Notch. Onder meer R.Kay, Klemma en M.Bizz hadden er een contract.
Op 6 oktober 2009 stond Kempi in het voorprogramma van de Amerikaanse hiphop-ster Lil Wayne voor zijn show in de Heineken Music Hall. In 2010 kwam er toch weer een mixtape uit. Op Du Gangsta Tape: It's Official staat onder meer de track The Light, waarop Kempi samenwerkte met Layzie Bone van de Amerikaanse rapformatie Bone Thugs-n-Harmony. Op 15 maart 2010 zou Kempi in Rotterdam Ahoy in het voorprogramma van 50 Cent optreden. Deze show werd echter afgelast vanwege tegenvallende kaartverkoop.

### Tv-optredens en tweede album (2011–2012)
In mei 2011 was Kempi te gast bij De Wereld Draait Door en bracht hij samen met Lucky Fonz III het nummer Diana ten gehore. Later dat jaar, in oktober, droeg hij ook bij aan de DWDD Recordings met een cover van Het is een nacht... van Guus Meeuwis.
In juni 2011 kwam Kempi's tweede studioalbum uit, genaamd Het Testament van Zanian Adamus. De albumtitel is een verwijzing naar een van zijn doopnamen (Zanian) en de achternaam van zijn vader (Adamus). Het album gaat volgens hemzelf over zijn familie en is bedoeld als nalatenschap voor zijn kinderen. Ook noemde Kempi het album veel muzikaler dan zijn eerdere werk, wat mede getuigt uit het feit dat hij voor verschillende tracks ook zangpartijen opnam. Het Testament van Zanian Adamus werd evenals Du Zoon geproduceerd door SoundG8, dat op het album een meer prominente rol weglegde voor drums en gitaar. Gastbijdragen op het album zijn er van Lucky Fonz III, Fresku, Keizer, Damaru, Phatt, Rolf Wienk, Alex Roeka, Rocks, Duvel, R.Kay, Sef, Tim Wes en Shirma Rouse.
Kempi ging zich inzetten voor goede doelen. Hij verklaarde 'kanker' als scheldwoord uit zijn vocabulaire geschrapt te hebben en bracht in 2011 zijn #TEGENK4NKER EP uit, waarvan de opbrengsten gingen naar KWF Kankerbestrijding. Als bijdrage aan het gevecht tegen soa's en aids lanceerde hij eind 2011 zijn eigen condoomlijn genaamd Big Banger, 'speciaal voor de groot geschapen nigger'.
In december 2011 was hij te zien in het tv-programma Ali B op volle toeren, waarin hij zijn eigen versie maakte van Huilen is voor jou te laat van Corry Konings. Kempi speelde een kleine rol in de film Black Out en de serie Van God Los (aflevering 'Kat in het nauw'), beiden uit 2012. Ook had hij van maart tot en met mei 2012 zijn eigen onderdeel 'De Bedrijvendokter' in het tv-programma De Kamer van Brabant van Omroep Brabant.

### Dubbele comeback (2012 – heden)
In juni 2012 verlengde Kempi zijn contract bij Top Notch niet. Hij belandde in augustus 2012 een nacht in de cel nadat hij verkeerd geparkeerd had gestaan voor een coffeeshop. Kempi claimde op het politiebureau in elkaar te zijn geslagen door de dienstdoende agenten. Op 7 september kondigde Kempi vervolgens aan met de muziek te stoppen, nadat hij eerder al had aangegeven moeite te hebben met de muziekwereld en de daaraan verbonden faam. Hiermee kwam ook een einde aan Kempi's Sterrenlaanlabel. Kees de Koning twitterde echter op 31 december 2012 dat Kempi in 2013 een nieuw album uit zou brengen. Hij ging niet in op de vraag of dat bij Top Notch zou zijn.
Een maand na Kempi's bekendmaking te stoppen met zijn muziekcarrière kwam hij wederom vast te zitten. In eerste instantie werd hij tot twee maanden cel veroordeeld voor het mishandelen van zijn toenmalige vriendin, tevens moeder van zijn tweede en derde kind. Hier kwamen echter zes maanden voorarrest bovenop nadat er een aanklacht van mensenhandel tegen hem werd gedaan. Deze luidde dat Kempi zich in 2010 zou hebben schuldig gemaakt aan het gedwongen prostitueren van een zestienjarig meisje. Begin juni 2013 kwam Kempi vrij, maar in september werd hij veroordeeld tot vijftien maanden detentie voor de mensenhandel-zaak. Wel was er die maand ook nieuws op artistiek vlak: Kempi maakte zijn comeback met de single Trug ben. Na vijf maanden voorarrest en zeven maanden detentie kwam Kempi op 18 december 2014 weer op vrije voeten. Op 23 september 2015 kwam Kempi opnieuw in moeilijkheden. De politie trof bij hem thuis in Helmond een semiautomatisch wapen (een CZ Scorpion) aan, met bijbehorende munitie. Ook bleek hij in het bezit van 5,4 gram cocaïne. De rapper werd opgesloten in het huis van bewaring in Grave en kwam op 22 januari 2016 voor de rechter. Hij werd tot 12 maanden gevangenisstraf veroordeeld. Ook moest hij nog 97 dagen zitten, die hem eerder waren kwijtgescholden.
In januari 2018 werd hij veroordeeld tot twee maanden celstraf, die hij al in voorarrest uitgezeten had, wegens mishandeling nadat hij in september 2017 opgepakt was omdat hij zijn toenmalige vriendin met een vuurwapen bedreigd had. In februari 2018 maakte Kempi bekend dat hij zich bekeerd heeft tot de islam.

## Prijzen en nominaties
| Jaar | Prijs             | Categorie         | Muziek                               | R   |
| ---- | ----------------- | ----------------- | ------------------------------------ | --- |
| 2006 | Urban Awards      | Beste Download    | Zoveel Stress                        | Nom |
| 2007 | Urban Awards      | Beste Single      | Zoveel Stress                        | Nom |
| 2007 | Urban Awards      | Beste Mixtape     | Rap 'N Borie                         | Nom |
| 2007 | Urban Awards      | Beste Video       | Zet Um Op (Baby)                     | Nom |
| 2007 | Gouden Greep      | Beste Video       | Zet Um Op (Baby)                     | Nom |
| 2007 | Gouden Greep      | Beste Nummer      | Zet Um Op (Baby)                     | Nom |
| 2007 | Gouden Greep      | Beste Mixtape     | Rap 'N Borie                         | Win |
| 2008 | State Awards 2008 | Beste Soloartiest |                                      | Win |
| 2008 | State Awards 2008 | Beste Single      | Wakker in du Cel                     | Win |
| 2008 | State Awards 2008 | Beste Mixtape     | Mixtape 3.1                          | Win |
| 2008 | State Awards 2008 | Beste Album       | Du Zoon                              | Win |
| 2009 | State Awards 2009 | Beste Mixtape     | Mixtape 3.2 du Evolutie van 'N Nigga | Nom |
| 2009 | State Awards 2009 | 101 Barz Award    |                                      | Nom |
| 2010 | State Awards 2010 | Beste Mixtape     | Du Gangsta Tape: It's Official       | Nom |
| 2011 | State Awards 2011 | Beste Artiest     |                                      | Nom |
| 2011 | State Awards 2011 | Beste Album       | Testament van Zanian Adamus          | Nom |

3voor12 Song van het Jaar 
- 2008 – #12 Wakker in du Cel[24]

## Discografie
Studioalbums
- Du Zoon (2008)
- Het Testament van Zanian Adamus (2011)
- Oompie Keke (2019)

Mixtapes
- Tsss Kempi – Mixtape (2006)
- Mixtape 2: Rap 'N Borie (2007)
- Mixtape 3.1 (2007)
- Mixtape 3.2: Du Evolutie van 'n Nigga (2009)
- Boeruh Vla Mixtape (2009)
- DU4 (2017)

Projecten
- Du Gangsta Tape: It's Official (2010)
- Rap & Glorie (met The Alchemist) (2016)

Extended plays
- RockNRolla (2011)
- #TEGENK4NKER EP (2011)
- PeterPanBoy (2012)
- PPB2 (2012)
- PPB2 Remix (2012)

Als Gotti Gang (met Rasskulz, Crazyshee, Lens en CocoRas)
- Du Movement (2011)

Hitnoteringen
| Album                                                      | Verschijnen      | Label     | Hitlijsten | Hitlijsten | Hitlijsten | Hitlijsten | Opmerkingen |
| Album                                                      | Verschijnen      | Label     | BE (VL)    | BE (VL)    | NL         | NL         | Opmerkingen |
| Album                                                      | Verschijnen      | Label     | Piek       | Weken      | Piek       | Weken      | Opmerkingen |
| ---------------------------------------------------------- | ---------------- | --------- | ---------- | ---------- | ---------- | ---------- | ----------- |
| Du zoon                                                    | 7 september 2008 | Top Notch | -          | -          | 7          | 5          | Studioalbum |
| Het testament van Zanian Adamus                            | 17 juni 2011     | Top Notch | -          | -          | 17         | 4          | Studioalbum |
| DU4                                                        | 12 mei 2017      | Top Notch | 137        | 2          | 5          | 16         | Studioalbum |
| All eyes on us (als onderdeel van formatie All Eyes on Us) | 9 juni 2017      | Top Notch | 185        | 2          | 2          | 20         | Studioalbum |
| Oompie Keke                                                | 24 april 2019    | Top Notch | -          | -          | 28         | 4          | Studioalbum |

### Nummers
Hitnoteringen
| Lied                                                                                       | Verschijnen      | Album                                      | Hitlijsten | Hitlijsten | Hitlijsten  | Hitlijsten  | Hitlijsten   | Hitlijsten   | Opmerkingen          |
| Lied                                                                                       | Verschijnen      | Album                                      | BE (VL)    | BE (VL)    | NL (Top 40) | NL (Top 40) | NL (Top 100) | NL (Top 100) | Opmerkingen          |
| Lied                                                                                       | Verschijnen      | Album                                      | Piek       | Weken      | Piek        | Weken       | Piek         | Weken        | Opmerkingen          |
| ------------------------------------------------------------------------------------------ | ---------------- | ------------------------------------------ | ---------- | ---------- | ----------- | ----------- | ------------ | ------------ | -------------------- |
| Cool (Remix) (met Dio, Jayh, Adonis en Kleine Viezerik)                                    | 22 januari 2010  | Rock & Roll (van Dio)                      | -          | -          | -           | -           | 69           | 1            |                      |
| Update (met Jonna Fraser)                                                                  | 14 oktober 2016  | Blessed (van Jonna Fraser)                 | -          | -          | -           | -           | 40           | 3            |                      |
| Eerste keer 2.0 (met Cho en Abigail Johnson)                                               | 26 oktober 2016  | -                                          | -          | -          | -           | -           | 99           | 1            |                      |
| Plus min (met Keizer, Jonna Fraser en I Am Aisha)                                          | 11 november 2016 | -                                          | -          | -          | -           | -           | 66           | 3            |                      |
| Money like we (met Sevn Alias, Kevin en Josylvio)                                          | 9 juni 2017      | All Eyes on Us                             | -          | -          | -           | -           | 23           | 7            |                      |
| Mami iz a ridah (met Josylvio, Sevn Alias en Kevin)                                        | 9 juni 2017      | All Eyes on Us                             | -          | -          | -           | -           | 65           | 2            |                      |
| Afeni Shakur (met Sevn Alias en Rocks)                                                     | 9 juni 2017      | All Eyes on Us                             | -          | -          | -           | -           | 90           | 1            |                      |
| Sexy body (met Latifah)                                                                    | 9 juni 2017      | All Eyes on Us                             | -          | -          | -           | -           | 93           | 1            |                      |
| Appelsap 2017 (met Rotjoch, Mocromaniac, Eves Laurent, Jozo, LouiVos, SBMG en Pietju Bell) | 28 juli 2017     | -                                          | -          | -          | -           | -           | 76           | 1            |                      |
| Cocaina (remix) (met The Blockparty, Josylvio en Sevn Alias)                               | 25 augustus 2017 | DU4                                        | tip        | -          | tip2        | -           | 9            | 14           |                      |
| Swervin' (met Sevn Alias)                                                                  | 6 oktober 2017   | Picasso (van Sevn Alias)                   | -          | -          | -           | -           | 57           | 1            |                      |
| Binnenkort (met Spanker, Jayh, Sevn Alias en Jonna Fraser)                                 | 15 december 2017 |                                            | -          | -          | -           | -           | 99           | 1            |                      |
| No love (met Anouk)                                                                        | 9 maart 2018     | Oompie Keke                                | tip        | -          | tip8        | -           | 63           | 3            |                      |
| Ik mis je (met Architrackz)                                                                | 23 augustus 2018 | Blessings & life lessons (van Architrackz) | -          | -          | -           | -           | 67           | 2            | Goud in Nederland    |
| Ondernemer (met Architrackz, WaWa en Bryan Mg)                                             | 30 juli 2020     | -                                          | -          | -          | -           | -           | 74           | 6            | Platina in Nederland |
| Zoveel pijn (met Sevn Alias)                                                               | 18 maart 2022    | -                                          | -          | -          | tip15       | -           | 22           | 6            |                      |
| Ik heb schijt                                                                              | 17 maart 2023    | -                                          | -          | -          | tip12       | -           | -            | -            |                      |

Losse nummers
- 2009 – Toni Zei (released in 2013[25])
- 2012 – Borderlines (met Winne)
- 2012 – Bang Hard
- 2012 – Ik Ga Kemp On Em
- 2012 – Elvira (Tony Montana)
- 2012 – Ben Bezig
- 2012 – Laat Me (Herman van Veen cover)
- 2012 – W8 maar op PPB
- 2012 – Kees aan de Lijn
- 2012 – RIP Junglebook
- 2012 – Ben Bezig 2.0 (met Ben Taylor)
- 2012 – Jij bent daar
- 2012 – Ik wil het N*****
- 2012 – No Limits (met Freebirds)
- 2012 – Postin' on the Corner (Engelse track)
- 2013 – Trug Ben
- 2020 – Bandolien (met La Baby La Jefa)

### Samenwerkingen
Gastoptredens
| Jaar | Titel | Album                                           |
| ---- | --- | ----------------------------------------------- |
| 2006 | We Gaan Los (met The Partysquad)                                                                                            | The Partysquad – De Bazen van de Club           |
| 2007 | (N.L.) Nwe Lichting (met Extince, Nina, Jiggy Djé, Winne & Lange Frans)                                                     | Extince – Toch?                                 |
| 2007 | Op de Straat (met Salah Edin, Sticks, Appa & Winne)                                                                         | Salah Edin – Nederlands Grootste Nachtmerrie    |
| 2007 | Kom Nie Hier (The Opposites)                                                                                                | The Opposites – Begin Twintig                   |
| 2007 | Vijand (met Brace) | Brace – Dilemma                                 |
| 2008 | Wat zou je doen (met Rocks)                                                                                                 | Rocks – Rocky 1: De BN'er Preview Mixtape       |
| 2008 | Vuur in Me Hart (met Rocks)                                                                                                 | Rocks – B.N.'er                                 |
| 2008 | Dem Know (met Yes-R) | Yes-R – Zakenman II                             |
| 2009 | Mijn Hossel (met Jayh, Ado'nis & Hef)                                                                                       | Jayh – Jayh.nl                                  |
| 2009 | Mama Zei (met R.Kay) | R.Kay – 100% Damage EP                          |
| 2009 | Alarm (met Metz & Klemma)                                                                                                   | Metz – 't Allerergste Komt Nog                  |
| 2010 | Kijk Eens Naar Je Broeders (met Klemma)                                                                                     | Klemma – Du Disciepel: The Rise of Jimmy Balans |
| 2010 | Nog Meer Succes (met Önder, Winne & Jiggy Djé)                                                                              | Önder & FS Green – De Kassier                   |
| 2010 | Wolken (Remix) (met Flinke Namen & Lange Frans)                                                                             | Lange Frans – Praktijkervaring 2                |
| 2010 | Niet Naar Huis (Remix) (met Rocks, Jayh, Big2, Mr. Menaze, Rotjoch, Naffer, Badboy Taya, Lange Frans, Brainpower & RB Djan) | THC – THC Mixtape Vol. 2                        |
| 2010 | Voor Altijd (met Willy) | The Opposites – Succes / Ik Ben Twan            |
| 2011 | Zeg nooit nooit (met Damaru)                                                                                                | Damaru – Tuintje in Mijn Hart                   |
| 2011 | Moneydance (met Green Gang)                                                                                                 | Green Gang – Green Magic                        |
| 2011 | Get Money (met Hydroboyz)                                                                                                   | Hydroboyz – Hindabuilding!                      |
| 2011 | Streetshit (met Metz) | Metz – Maximus de Burgemeester                  |
| 2011 | Open Boek (met R. Kay & Fresku)                                                                                             | R. Kay – Drop de Bagage                         |
| 2011 | Overal Om Me Heen (met RB Djan & Gers Pardoel)                                                                              | RB Djan – De Onderbaas                          |
| 2011 | Het Achterhuis (met Salah Edin, Jalise, Kleine Viezerik & RB Djan)                                                          | Salah Edin – WOII                               |
| 2011 | Zonder Dat (SirOJ Remix) (met Wudstik)                                                                                      | Wudstik – Vind                                  |
| 2012 | Wij (met Dio) | Dio – Benny Bravo                               |
| 2012 | Repetoire (met Lens) | Lens – Du Tape: Soso Laanish                    |
| 2012 | Breng me Home (met Lens) | Lens – Du Tape: Soso Laanish                    |
| 2012 | Lucifer (met Nino) | Nino – Stille Wateren Diepe Gronden             |
| 2014 | Wifey (met Afriki) | Afriki – Zij Wild                               |
| 2014 | Niet Doen (met MocroManiac)                                                                                                 | Reverse – Retro                                 |
| 2014 | Ben je Down (met Migiboss)                                                                                                  | Migiboss – Geen Gangster vol.2                  |
| 2016 | Hoofdpijn (met Ismo) | Ismo – Nu of Nooit                              |
| 2016 | Fuck Jullie Allemaal (met Jermaine Niffer, Sevn Alias & D-Train)                                                            | Jermaine Niffer – Ik Doe Het                    |
| 2016 | Update (met Jonna Fraser)                                                                                                   | Jonna Fraser – Blessed                          |
| 2016 | In de Hoek (met Alexa) | Alexa – Alle Nachten Lang                       |
| 2017 | Chop Chop (met Jermaine Niffer)                                                                                             | Jermaine Niffer – Veel Vuur, Veel Stroom        |
| 2017 | Appelsap 2017 (met Rotjoch United, MocroManiac, Eves Laurent, Jozo, SBMG, LouiVos en Pietju Bell)                           |                                                 |

Gastoptreden losse singles
- 2009 – Cool (Remix) (met Dio, Jayh, Kleine Viezerik & Ado'nis) (single)
- 2012 – Geldwolf (met Frits Bricks, Feis & Heinek'n) (single)
- 2012 – Party heel da Night (met G-Lontra) (single)
- 2012 – Vlieg Mee (met Jermaine Niffer)
- 2012 – Zomer (met Dopebwoy)
- 2012 – Jack Herrer (Remix) (met Mafe)
- 2012 – Ze noemen ons Gangsters (met Badboy Taya, Salah Edin & Feis)
- 2012 – Dubbele Beker (met Kid de Blits, Mafe & Manny Fris)
- 2012 – Oh Yeah (met T.O.)
- 2013 – Annabel (met Rasskulz)
- 2015 – Mama ik deed je Pijn (met Jermaine Niffer)
- 2015 – Leven (met KillahKeezy)
- 2016 – Eerste Keer 2.0 (met Cho) (single)
- 2016 – Bad Gayl (Remix) (met SBMG)
- 2016 – Plus Min (met Keizer, Jonna Fraser & I am Aisha) (single)
- 2016 – Plakken (met DJ Moortje & The Partysquad) (single)
- 2017 – Openen (met Caza, Two Crooks en FMG) (single)

Verzamelalbums
| Jaar | Titel                             | Album                                   |
| ---- | --------------------------------- | --------------------------------------- |
| 2009 | De Wereld is van ons (met R. Kay) | So So Lobi: Sterker Door Liefde         |
| 2010 | Hosselaar                         | Rottz vol. 1                            |
| 2012 | Het is een Nacht                  | De Wereld Draait Door Recordings vol. 2 |
| 2012 | P-ssy                             | Suckafree                               |
| 2012 | Nederwiet (met Doe Maar)          | Doe Maar – Versies / Limmen Tapes       |